# Joe Johnson (Snookerspieler)
Joseph „Joe“ Johnson (* 29. Juli 1952 in Bradford, West Yorkshire, England) ist ein ehemaliger englischer Snookerspieler, der von 1979 bis 2004 auf der Profitour spielte. Sein größter Erfolg war der überraschende Gewinn der Snookerweltmeisterschaft 1986, was auch sein einziger Gewinn eines Ranglistenturniers war. Johnsons Ergebnisse waren bis dahin eher mittelmäßig gewesen, und auch nach seinem WM-Titel hatte er nur wenige weitere Erfolge. Bereits zu Beginn der 1990er Jahre fiel er dann aus der Weltspitze heraus. Trotz gesundheitlicher Probleme blieb er bis 2004 Profispieler und engagierte sich im Folgenden vor allem in der Jugendförderung und im Senioren-Snooker. 2013 wurde er in die Snooker Hall of Fame aufgenommen.

## Persönliches
Johnson wurde 1952 in Bradford geboren und wuchs dort auf. Sein biologischer Vater war pakistanischer Abstammung, Johnson wurde jedoch als Kind adoptiert. Laut dem Buch Snooker’s World Champions: Masters of the Baize erlernte Johnson das Snookerspiel von seinem Adoptivvater. Nach Johnsons eigener Aussage brachte ihm jedoch sein Großvater das Snookerspiel bei.
Während seiner Freizeit sang Johnson in seiner Band Made in Japan aus Preston. Im Laufe der Jahre, als Erfolge als Snookerspieler ausblieben, wurde die Band für ihn immer wichtiger. Als das Interesse an Johnson stieg, nahm die BBC einen Auftritt der Band in Johnsons damaligem Snooker-Club auf, dem Morley Snooker Centre. Das Morley Snooker Centre gehörte einem Freund Johnsons, der ihm anbot, seinen Club als Trainingsort zu nutzen. Dies und der Management-Vertrag mit Wally Springett stabilisierten seine Karriere. Später wechselte Johnson zur Management-Firma Framework Management, an der auch der Snookerspieler Tony Knowles beteiligt war.
Johnson hatte während seiner Karriere den Spitznamen The Shoe, womit auf seine unkonventionellen Schuhe angespielt wurde: Er war während der Snookerweltmeisterschaft 1986 durch pinkfarbene Schuhe in Verbindung mit einem grauen Anzug aufgefallen. Der Journalist Hector Nunns beschreibt Johnson zudem als Person ohne Allüren und als einen Menschen, der das Leben liebt. Johnson ist siebenfacher Vater und elffacher Großvater (Stand 2017).

## Karriere

### Anfänge als Amateur
Als Teenager gewann Johnson unter anderem drei Mal die Snooker-Meisterschaft von Yorkshire sowie die nationale U19-Meisterschaft. Das machte ihn zu einem der führenden Amateurspieler seiner Zeit. Deshalb repräsentierte er England auch insgesamt zehn Mal bei der Home International Championship, einem internationalen Teamwettbewerb auf Amateurebene. 1977 erreichte er das Halbfinale des nördlichen Qualifikationswettbewerbes der English Amateur Championship, das er gegen Sid Hood verlor. Nach einer erfolglosen Teilnahme an den Pontins Spring Open qualifizierte er sich im nächsten Jahr mit einem 8:4-Sieg über Ian Williamson für das Endspiel um die English Amateur Championship. In diesem unterlag er aber mit 5:13 dem Waliser Terry Griffiths.
Im selben Jahr nahm Johnson erstmals an der Amateur-Weltmeisterschaft teil. Trotz zweier Niederlagen überstand er die Gruppenphase und erreichte das Finale. Dort musste er sich Cliff Wilson mit 5:11 geschlagen geben. Kurze Zeit später gelang ihm mit einem 140er-Break das zu diesem Zeitpunkt höchste Break eines Amateurspielers. Im nächsten Jahr kam er in der English Amateur Championship allerdings nur bis zum Qualifikations-Halbfinale.
Während seiner Zeit als Amateurspieler arbeitete Johnson unter anderem als Schlosserlehrling, Rohrleger und Gasinstallateur. 1979 wurde er schließlich Profispieler.

### Erste Profijahre
Johnsons erste Profisaison war die Spielzeit 1979/80, die von frühen Niederlagen geprägt war. Eine Achtelfinalteilnahme bei den Canadian Open war sein bestes Ergebnis. Da dieses Turnier kein Weltranglistenturnier war, schaffte er es nicht, sich auf der Snookerweltrangliste zu platzieren. Die nächsten beiden Saisons 1980/81 und 1981/82 verliefen generell etwas besser, er erreichte unter anderem das Viertelfinale der English Professional Championship 1981 und das Achtelfinale der UK Championship 1981. Doch er verpasste erneut den Einzug in die Hauptrunde der Snookerweltmeisterschaft, die zu der Zeit das einzige Ranglistenturnier war. Somit war Johnson nach drei Profisaisons immer noch ungesetzt.
Auch in der Saison 1982/83 schied er wieder häufig früh aus, doch beim Professional Players Tournament erreichte er das Viertelfinale. Da das Turnier eines der in dieser Saison neu eingeführten Weltranglistenturniere war, gelang ihm damit der Einstieg in die Weltrangliste auf Rang 23.
Im Laufe der Saison 1983/84 blieben seine Erfolge mäßig. Er kam erstmals in die Endrunde der Weltmeisterschaft, schied jedoch durch ein 1:10 gegen Dennis Taylor in der ersten Runde aus. Ausnahme war wieder das Professional Players Tournament: Zum ersten Mal in seiner Profikarriere erreichte er dort ein Endspiel. In diesem verlor er zwar mit 8:9 gegen Tony Knowles, doch durch diesen Erfolg verbesserte er sich in der Weltrangliste auf Rang 19.
Während der Saison 1984/85 erreichte Johnson mehrmals ein Achtelfinale. Bei einem Einladungsturnier musste er sich erst im Halbfinale geschlagen geben, ebenso wie beim Ranglistenturnier Classic. Es war sein erster Sieg in einem Profispiel vor TV-Kameras. Da ihm dies zuvor nie gelungen war, hatte Johnson den Ruf, vor TV-Kameras nicht überzeugend spielen zu können. Auf der Weltrangliste verbesserte er sich zum Saisonende auf Rang 16. Dadurch war er anschließend erstmals direkt für die WM-Hauptrunde und auch für das Masters qualifiziert.

Mitte der 1980er Jahre war Johnson auf den vordersten Plätzen der Weltrangliste platziert

### Erfolg bei der Weltmeisterschaft 1986
Im Verlauf der Saison 1985/86 erreichte Johnson bei allen Turnieren mindestens die Runde der letzten 32; häufig kam er über diese auch hinaus. So erreichte er bis Mitte April allein bei vier Turnieren das Viertelfinale. Vor der Snookerweltmeisterschaft wurde Johnson von den Buchmachern von Coral als 150:1-Außenseiter geführt, auch weil er in der Hauptrunde der WM noch nie ein Match gewonnen hatte. Diesmal gelang ihm aber gegen Dave Martin der Auftaktsieg. Anschließend konnte er mit Mike Hallett und Terry Griffiths zwei Spieler der Weltspitze besiegen. Mit einem weiteren Sieg über Tony Knowles erreichte er schließlich das Endspiel und traf dort auf Steve Davis. Dieser war zu diesem Zeitpunkt bereits dreifacher Weltmeister, hatte aber im Vorjahr an gleicher Stelle knapp gegen Dennis Taylor verloren. Johnson konnte das Finale am zweiten Tag unter seine Kontrolle bringen und gewann mit 18:12 den Weltmeistertitel. Sein WM-Erfolg wurde überwiegend überrascht zur Kenntnis genommen. Gleichzeitig stieg seine Popularität: Er, der Außenseiter, hatte Steve Davis besiegt, den dominierenden Spieler der 1980er Jahre. Auch wegen seines ungewöhnlichen Karriereverlaufs und seines damaligen Lebens interessierten sich die Medien für ihn. Vereinzelt wurde sein WM-Gewinn auch als erfreuliches Ereignis für seine Heimatstadt Bradford gewürdigt: Just ein Jahr zuvor waren in Bradford bei der Valley-Parade-Feuerkatastrophe 56 Menschen bei einem Brand in einem Fußballstadion ums Leben gekommen. Johnson selbst feierte seinen WM-Erfolg laut Dean P. Hayes „mit einer Pinte Lager mit seinen Freunden im Morley Snooker Centre“. Durch seinen WM-Titel gelang ihm in der Weltrangliste der Sprung auf Rang 8.
Als Weltmeister wurde Johnson in der folgenden Saison 1986/87 zu zahlreichen Einladungsturnieren eingeladen. Bei diesen schied er meist früh aus: Seine besten Ergebnisse waren das Viertelfinale beim Masters und das Halbfinale beim Australian Masters. Davon abgesehen kam er nur selten über die Runde der letzten 32 hinaus: Bis Mitte April glückte ihm dies nur zweimal. Bei der Snookerweltmeisterschaft steigerte der Titelverteidiger jedoch seine Form und besiegte unter anderem Stephen Hendry und Neal Foulds. Er erreichte erneut das Finale. Es gelang ihm aber nicht, den sogenannten „Fluch des Crucible“ zu brechen, und er verlor mit 14:18 gegen Steve Davis. Auf der Weltrangliste konnte Johnson sich dennoch auf den 5. Platz verbessern. Es war der höchste Rang, den er in seiner Karriere erreichte.

### Abschied aus der Weltspitze
Wie auch schon in der Spielzeit 1986/87 nahm Johnson während der Saison 1987/88 an mehreren Einladungsturnieren teil. Diesmal erreichte er zwei Endspiele, auch wenn er nur beim Scottish Masters siegreich war. Bei zwei weiteren Turnieren ohne Weltranglisteneinfluss erreichte er zudem das Halbfinale. Bei Ranglistenturnieren hatte er hingegen nur wenig Erfolg. Immerhin zog er bei der UK Championship ins Halbfinale ein, verlor dort aber gegen Jimmy White. Auf der Weltrangliste rutschte er auf Rang 11 ab.
In der Saison 1988/89 hatte er bei den Einladungsturnieren weniger Erfolg als im Vorjahr. Zwei Viertelfinalteilnahmen bei Ranglistenturnieren ermöglichten ihm aber, seinen 11. Rang zu halten. Die nächsten beiden Spielzeiten waren jedoch vor allem bei den Ranglistenturnieren von frühen Niederlagen geprägt; lediglich eine Viertelfinalteilnahme gelang ihm während dieser Zeit. Bei den Einladungsturnieren hatte er etwas mehr Glück und gewann den Norwich Union Grand Prix 1989. Dies hatte jedoch keinen Einfluss auf die Weltrangliste, wo er aus den Top 16 herausfiel und 1991 nur noch Rang 26 belegte.
Die folgenden Saisons verliefen nochmals schlechter. Anfangs erreichte er mehrere Achtelfinale und zweimal ein Viertelfinale, wodurch er sich in den Top 32 der Weltrangliste halten konnte. 1992 erreichte er dabei sogar noch das Endspiel der European Challenge 1992, die allerdings nur ein Einladungsturnier war. In den folgenden Saisons gewann er wieder nur sehr wenige Spiele. Tiefpunkt war die Saison 1993/94 mit einem einzigen Sieg. Zwar gewann er anschließend wieder etwas mehr Matches, schied aber trotzdem zumeist früh aus. Zweimal erreichte er bis 1997 noch ein Achtelfinale, zudem gewann er 1997 das Einladungsturnier Seniors Pot Black. Auf der Weltrangliste führten seine Misserfolge zu einer deutlichen Verschlechterung und er pendelte sich in der Rangliste um den 50. Platz ein.

### Karriereende und weiteres Leben
Ende der 1990er Jahre konnte Johnson pro Saison nur noch eine einstellige Zahl von Siegen vorweisen. Dreimal erreichte er noch eine Runde der letzten 32, aber in der Saison 1999/2000 kam er dann nicht mehr über die Runde der letzten 64 hinaus. In der Weltrangliste fiel er somit kontinuierlich ab und belegte im Jahr 2000 nur noch Rang 61. In den Jahren 2001 bis 2003 erreichte er auch nur noch einmal je Saison eine Runde der letzten 64 und es gelang ihm seltener, sein erstes Match in einem Turnier zu überstehen. In der Saison 2003/04 konnte Johnson wegen eines Knöchelbruchs keinen einzigen Sieg erringen. Er beendete die Saison mit einer klaren 0:10-Niederlage gegen Ian Preece in der WM-Qualifikation und rutschte auf Rang 126 von 127 möglichen Plätzen ab. Somit verlor er nach 25 Saisons seinen Profistatus. Zu diesem Zeitpunkt war er mit 53 Jahren der älteste Spieler auf der Profitour. Nach Johnsons Karriereende war dies Steve Davis, der bis 2016 Profi blieb.
Ab 2010 nahm Johnson regelmäßig an der World Seniors Championship teil und half 2010 auch dabei, das Turnier zu promoten. Er konnte dort allerdings kein einziges Match gewinnen. Außerdem spielte er bei weiteren Senioren-Turnieren mit. Erwähnenswert ist das Seniors Masters 2019, das Johnson mit einem 2:1-Sieg über Barry Pinches gewann.
Johnson engagiert sich daneben vor allem in der Nachwuchsförderung, Unter anderem war er – laut eigener Angabe – für acht Jahre Mentor des englischen Spielers Paul Hunter. Er war ferner ab 2001 Vorstandsmitglied des Weltverbandes WPBSA. Auch bei anderen, mit der WPBSA assoziierten Organisationen gehörte er zum Leitungsgremium. 2004 trat er zusammen mit Tony Knowles zurück, um nach eigener Angabe den Weg für die Reformen des neuen Vorsitzenden Rodney Walker frei zu machen und ihm eine Neubesetzung des Vorstandes zu ermöglichen. Johnson ist auch als TV-Kommentator beim Sender Eurosport tätig. Er besaß im Jahr 2010 zwei Snookerclubs in West Yorkshire sowie drei Trainingsakademien. 2013 wurde er in die Snooker Hall of Fame aufgenommen.

## Spielweise
Johnson, der sein Spiel größtenteils selbst entwickelt hatte, ist in den Augen von Luke Williams und Paul Gadsby, Autoren des Buches Snooker’s World Champions: Masters of the Baize, ein „talentierter Breakbuilder“ und exzellenter Spieler von langen Bällen. In Johnsons attackierendem Stil und seinen langen Bällen sehen sie Vorboten des taktischen Spiels, das die 1990er und die folgenden Jahre prägte. Williams und Gadsby vergleichen Johnson mit Terry Griffiths und Dennis Taylor, die ebenfalls jeweils einmal überraschend die Snookerweltmeisterschaft gewannen, sich im Gegensatz zu Johnson aber länger in der Weltspitze halten konnten.
Der Snooker-Autor Chris Turner schätzt Johnson als einen Spieler ein, dessen Ergebnisse meistens nicht seinem Talent entsprachen. Mit dem WM-Titel hatte er einen großen Erfolg, was ihm aber nicht zu einer stabileren Form verhalf. Ein Grund dafür waren Johnsons zahlreiche Teilnahmen an Charity-Events und Exhibitions, mit denen er seinen Unterstützern etwas zurückgeben wollte. Des Weiteren bekam er ab Ende der 1980er Jahre zunehmend Herz- und später auch Augenprobleme. Beim Spielen musste er eine Brille tragen, mit der er nicht sofort zurechtkam. Seine Gesundheit bereitete ihm auch nach dem Ende seiner Karriere Probleme: So erlitt er bis 2017 sieben Herzinfarkte, hatte einen vierfachen Koronararterien-Bypass sowie Augenprobleme, in deren Folge er zumindest zeitweise Sehprobleme hatte.
Der sechsfache Weltmeister Steve Davis bezeichnete Johnson in einem Interview im Jahre 2019 als das „beeindruckendste Rätsel des Snookersports“ und als „großartigen Spieler“, der „ein großes Talent war, das nie sein volles Potential ausschöpfte.“ Auch in dem Buch The Crucible’s Greatest Matches des englischen Snooker-Journalisten Hector Nunns spricht Davis von einem sehr talentierten, aber unter seinem Potential spielenden Johnson. Davis vermutete, dass Johnson sich nicht genug auf sein Spiel fokussierte und zu viel in anderen Bereichen aktiv war. Allerdings lobt er Johnsons Umgang mit dem Rückwärtsdrall, seine Fähigkeiten im English Billiards sowie seinen Umgang mit den Bällen. Er kommt zu dem Schluss, dass „da etwas Klasse [in Johnsons Spielweise] war“. Hector Nunns selbst ist der Meinung, dass Johnson „tief im Inneren“ wusste, dass er „ein wenig spielen könne“, was Nunns als „bodenständigen und pragmatischen Ansatz“ bewertet, der ihm auch im WM-Finale 1986 hilfreich gewesen sein könnte. Dean P. Hayes dagegen würdigte Johnson im Jahr 2004 als „exzellenten Spieler“.

## Erfolge (Auswahl)
| Ausgang         | Jahr | Turnier                              | Finalgegner     | Ergebnis |
| --------------- | ---- | ------------------------------------ | --------------- | -------- |
| Amateurturniere |      |                                      |                 |          |
| Sieger          | 1978 | English Amateur Championship – North | Ian Williamson  | 8:4      |
| Zweiter         | 1978 | English Amateur Championship         | Terry Griffiths | 5:13     |
| Zweiter         | 1978 | IBSF-Snookerweltmeisterschaft        | Cliff Wilson    | 5:11     |
| Sieger          | 2019 | Seniors Masters                      | Barry Pinches   | 2:1      |
| Profiturniere   |      |                                      |                 |          |
| Zweiter         | 1983 | Professional Players Tournament      | Tony Knowles    | 8:9      |
| Sieger          | 1986 | Snookerweltmeisterschaft             | Steve Davis     | 18:12    |
| Zweiter         | 1987 | Snookerweltmeisterschaft             | Steve Davis     | 14:18    |
| Sieger          | 1987 | Scottish Masters                     | Terry Griffiths | 9:7      |
| Zweiter         | 1987 | Carling Challenge                    | Dennis Taylor   | 5:8      |
| Zweiter         | 1989 | New Zealand Masters                  | Willie Thorne   | 4:7      |
| Sieger          | 1989 | Norwich Union Grand Prix             | Stephen Hendry  | 5:3      |
| Zweiter         | 1992 | European Challenge                   | Stephen Hendry  | 0:4      |
| Sieger          | 1997 | Seniors Pot Black                    | Terry Griffiths | 2:0      |